# Cédric Monge
Pour les articles homonymes, voir Monge.
Cédric Monge (né le 24 septembre 2002) est un coureur cycliste français. Il participe à des compétitions sur route et sur piste.

## Biographie
En 2018, Cédric Monge devient champion de la Région PACA du contre-la-montre chez les cadets (moins de 19 ans). En 2019 et 2020, il remporte ce titre en catégorie juniors (moins de 19 ans). Il réalise ensuite ses débuts espoirs en 2021 au sein du Vélo Sport Hyérois. Avec cette formation, il se classe troisième et quatrième d'étapes sur les Quatre Jours des As-en-Provence. 
Il intègre l'AVC Aix-en-Provence en 2022,. Au mois d'aout, il se distingue sur piste en devenant champion de France de poursuite par équipes, avec ses coéquipiers Corentin Ermenault, Hugo Pommelet et Emmanuel Houcou.

## Palmarès sur route
- 2018
  - Champion de la Région PACA du contre-la-montre cadets
- 2019
  - Champion de la Région PACA du contre-la-montre juniors
- 2020
  - Champion de la Région PACA du contre-la-montre juniors

## Palmarès sur piste

### Championnats de France
- Bourges 2021
  - 2e de la course à l'élimination
- Hyères 2022
  -  Champion de France de poursuite par équipes (avec Corentin Ermenault, Hugo Pommelet et Emmanuel Houcou)
  - 3e du scratch

### Coupe de France Fenioux
- 2022
  - 2e de la course au points

- 2023
  - 2e de l'américaine